# ルネサンス豊田高等学校
ルネサンス豊田高等学校（るねさんすとよたこうとうがっこう）は、愛知県豊田市にある私立の通信制高等学校。

## 概要
内閣府および文部科学省より「豊田市教育特区」の認定を受け、旧藤沢小学校（愛知県豊田市）の校舎を活用し2011年（平成23年）10月開校。設置者はブロードメディア。グループ校にルネサンス高等学校、ルネサンス大阪高等学校がある。総称してルネサンス高校グループと呼ばれる。
スマートフォンや タブレット端末、PCを活用した遠隔授業が特徴ICT教育に力を入れている。教科書を解説する動画を見ながら、出題された問題の解答を送信、教師による添削・解説が受けられる仕組みとなっている。
スクーリングは最短で年4日。男女共学だがスクーリングは男女別に行われる。高校生限定のスクーリングが多いが、成人限定のスクーリング、親子で参加できるスクーリングもあり、生活スタイルに合わせて参加することが可能。

## 沿革
- 2011年（平成23年）10月 - 開校。
- 2012年（平成24年）7月 - 豊田駅前キャンパス開校。
- 2013年（平成25年）
  - 4月1日 - 日本で最初に生徒へタブレット（iPad）を配布。動画配信コンテンツなどを本格的に提供開始。
  - 7月1日 - ネットでの検定、「科学検定」を開始。
- 2014年（平成26年）
  - 4月1日 - eラーニング「ルネさんすう」を配信。 同年10月に一般向けにも公開。
  - 11月1日 - 豊田駅前キャンパス拡張移転。
- 2015年（平成27年）4月1日 - レポート動画にNHK高校講座のコンテンツを導入。
- 2016年（平成28年）4月1日 - スタディサプリ（リクルート）を教材として導入。
- 2018年（平成30年）8月1日 - 名古屋栄キャンパス開校。
- 2020年（令和2年）4月1日 - 名古屋栄キャンパスにてeスポーツコース開講。
- 2022年（令和4年）4月1日 - 博多キャンパス開校。
- 2023年（令和5年）7月1日 - 名古屋eスポーツキャンパス開校。名古屋栄キャンパスにて開講していたeスポーツコースを、名古屋eスポーツキャンパスへ拡張移転。

## 通学手段
正課のほとんどの授業は、インターネットを利用した教育システムによって行なわれるため、登校する必要があるのはスクーリング時のみである。
通学を希望の場合、豊田駅前キャンパスでは通学スタンダードコース、名古屋eスポーツキャンパスではeスポーツコースを開講しており、オプションで選択できる。

## 著名な出身者・在校生
- 木﨑ゆりあ（アイドル、女優、元AKB48、元SKE48）[4]
- 三納貴弘（YouTuber「三納物語」）
- 牧野真莉愛（アイドル、モーニング娘。'25）[5]
- 斎藤拓海（プロレスラー）
- 野々山ひなた（YouTuber、インフルエンサー）